# Thingan (Népal)
Ne doit pas être confondu avec Thingan (Birmanie).
Pour les articles homonymes, voir Thingan.
Thingan (en népalais : ठिंगन) est un comité de développement villageois du Népal situé dans le district de Makwanpur. Au recensement de 2011, il comptait 4 270 habitants.